# Miho Adachi
Miho Adachi –en japonés: 上林美穂, Adachi Miho– (8 de agosto de 1975) es una deportista japonesa que compitió en lucha libre. Ganó cuatro medallas en el Campeonato Mundial de Lucha entre los años 1992 y 1997.

## Palmarés internacional
| Campeonato Mundial | Campeonato Mundial         | Campeonato Mundial | Campeonato Mundial |
| Año                | Lugar                      | Medalla            | Categoría          |
| ------------------ | -------------------------- | ------------------ | ------------------ |
| 1992               | Lyon (Francia)             | Medalla de bronce  | 47 kg              |
| 1994               | Sofía (Bulgaria)           | Medalla de oro     | 47 kg              |
| 1996               | Sofía (Bulgaria)           | Medalla de bronce  | 47 kg              |
| 1997               | Clermont-Ferrand (Francia) | Medalla de bronce  | 51 kg              |